# Eralgaddi, Manvi
Eralgaddi là một làng thuộc tehsil Manvi, huyện Raichur, bang Karnataka, Ấn Độ.